# Achaguas (municipalité)
Pour les articles homonymes, voir Achaguas.
Achaguas est l'une des sept municipalités de l'État d'Apure au Venezuela. Son chef-lieu est Achaguas. En 2011, la population s'élève à 58 516 habitants.

## Géographie

### Subdivisions
La municipalité est divisée en six paroisses civiles avec, chacune à sa tête, une capitale (entre parenthèses) :
- Apurito (Apurito) ;
- El Yagual (El Yagual) ;
- Guachara (Guachara) ;
- Mucuritas (El Samán de Apure) ;
- Queseras del Medio (Guasimal) ;
- Urbana Achaguas (Achaguas).

## Administration

### Liste des maires
Les premières élections au suffrage direct du mandat de maire, ou alcalde en espagnol, ont eu lieu en 1989 avec l'élection de Eleazar Pérez Zarate.
| Période   | Nom                     | Parti | % de vote | Notes                                                                                                  |
| --------- | ----------------------- | ----- | --------- | --- |
| 1989-1992 | Eleazar Pérez Zarate    | AD    |           | Première élection au suffrage direct.                                                                  |
| 1992-1995 | Pedro Díaz Castillo     | AD    |           | Seconde élection au suffrage direct.                                                                   |
| 1995-2000 | Pedro Díaz Castillo     | AD    |           | Réélection.                                                                                            |
| 2000-2004 | Oswaldo Córdoba         | AD    | 41.10     | Troisième élection au suffrage direct.                                                                 |
| 2004-2005 | Luis Montoya            | MVR   | 43.33     | Quatrième élection au suffrage direct. Luis Montoya décède dans un accident de la circulation en 2005. |
| 2005      | Sana Nakata de Hurtado  | AD    |           | intérim                                                                                                |
| 2005-2010 | Olga Jiménez de Montoya | PPT   | 45.74     | |
| 2010-2013 | Argelia de Figueredo    | PSUV  | 45.74     | |
| 2013-2017 | José Guevara            | PSUV  | 51.55     | |
| 2017-2021 | José Guevara            | PSUV  | 75.65     | |

## Sources
- (es) Cet article est partiellement ou en totalité issu de l’article de Wikipédia en espagnol intitulé « Municipio Achaguas » (voir la liste des auteurs).